# ケルスティ・カリユライド
ケルスティ・カリユライド（エストニア語: Kersti Kaljulaid、[ˈkersti ˈkɑljulɑid̥]、1969年12月30日 - ）は、エストニアの政治家。第5代大統領を務めた。1918年のエストニア独立以来初の女性大統領で、46歳で史上最年少の大統領に就任した。
元国家公務員で、2004年から2016年まで欧州会計検査院のエストニア代表を務めた。2016年のエストニア大統領選挙が数回の投票を経て混迷するなか、「ダークホース」として現れ、9月30日に国会に議席を有する政党の過半数から共同候補として推薦された。その段階で、大統領候補はカリユライド一人であった。10月3日の投票で賛成81、棄権17で大統領に選出された。

## 経歴

### 学歴
1987年、タリン第44中学校を卒業。中学時代は生徒科学協会に所属し、鳥類学を専攻していた。1992年、タルトゥ大学を優等で卒業。2001年、同大学から経営管理のMBAを取得。修士論文のタイトルは「国が設立した財団の管理システムの向上」であった。

### ビジネスキャリア
1996年から1997年まで、国営の通信会社エースティ・テレフォンで営業マネージャーとして、1997年から1998年までエストニア貯蓄銀行でプロジェクト・マネージャーとして勤務。1998年から1999年にはハンサバンクの投資銀行部門に勤めた。1999年から2002年まで、当時のマルト・ラール首相の経済顧問であった。2002年から2004年にかけて、国営電力会社エースティ・エネルギアの子会社であるイル発電所の所長を務めた。エストニアの発電所の所長に女性が就くのは初めてであった。
エストニアが欧州連合 (EU) に加盟した2004年、欧州会計検査院のエストニア代表に任命された。2011年以降は、タルトゥ大学の理事長を務めている。

### 政治家としてのキャリア
カリユライドは、自らを自由保守主義者と称している。彼女は国家介入の少ない強力な市民社会への支持を表明してきたが、一方で弱者への支援の重要性も強調してきており。LGBTの権利や移民などの社会問題には、革新的な見解を持っている。EUにおけるエストニアの立ち位置や、社会経済問題に関してもエストニアのメディアでしばしば意見を発してきた。ラジオ・クルの政治分析番組のレギュラー出演者でもある。
2001年から2004年まで、現在の祖国共和連合の前身である祖国連合に所属していたが、選挙に立候補することはなかった。
カリユライドの欧州会計検査院代表の任期は2016年5月7日に満了を迎えることになっていたため、2015年11月に彼女はPRAXIS政治研究センターの次期所長に内定した。しかし、エストニア政府は2016年2月7日までに検査院にカリユライドの後任人事を提示すべきであったが、それが行われなかったので、彼女は代表職に留まることになった。
2016年9月19日には、エストニア国会（リーギコグ）事務局に新設された開発監査諮問委員会の委員長に起用された。
国会では2016年8月から9月にかけて大統領選挙が行われたが、複数回投票を行っても大統領の選出には至らなかった。そのため、国会に議席を有する全政党の代表と議長、副議長からなる、いわゆるリーギコグの「長老会議」が設けられた。「長老会議」はカリユライドの同意のもと、10月3日に彼女を唯一の大統領候補として国会に推薦した。彼女の正式な大統領候補登録は9月30日に行われた。大統領の選出には101名の国会議員のうち68票が必要であったが、彼女は賛成81票、棄権17票、反対票なしで大統領に選出された。彼女に対する不支持を公にした政党は、エストニア保守党（EKRE、7議席）のみであった。
カリユライドが大統領候補であった時期には、メディアや政治家、街頭インタビューから、他の候補と比して知名度が低いという反対意見が出た。これに対して彼女は、公開書簡やインタビューのなかで、全国に顔を売り込み、さまざまな地方を訪れ、人々と直接対話すると約束した。2016年10月中旬に初めて実施された世論調査によると、カリユライドの支持率は73%であった。
2021年10月以降の2期目続投を希望したが、大統領選挙への立候補に必要な推薦人21人を確保できず出馬できなかった。2021年10月11日に大統領を退任。
- ラトビアのイナーラ・ムールニエツェ国会議長と（2017年2月9日）
- 左からカリユライド、リトアニアのダリア・グリバウスカイテ大統領、米国のマイク・ペンス副大統領、ラトビアのライモンツ・ヴェーヨニス大統領（2017年2月18日）
- アントニオ・タイヤーニ欧州議会議長と（2017年5月30日）
- 欧州連合理事会にて。カリユライドは中央（2017年10月18日）。2017年7月から12月までエストニアは同理事会の議長国を務めた。

## 受賞歴
- 2009年 - ユーロピアン・オブ・ザ・イヤー（ユーロピアン・ムーブメント・エストニアより）[27]
- 2014年 - 調和賞（オープン・エストニア財団より。欧州連合の機能に関するエストニアの聴取者向けの分析やコメントを賞して）[28]

## 人物
- 最初の夫とのあいだに1男1女おり、既に孫も生まれている[29]。2人目の夫ゲオルギ＝レネ・マクシモフスキーとの間には2人の息子がいる[30][31]。

- 異父母兄弟に、タリンのポリャ＝タリン地区を地盤とするエストニア中央党の政治家、ライモンド・カリユライドがいる[32][33]。

- 2019年10月22日、即位礼正殿の儀参列などのため来日[34]。地下鉄で移動したことを本人がTweetした[35]。饗宴の儀に着用した白地にツバメ（エストニアの国鳥[36]）をあしらったロングドレスも話題となった。同年10月24日には迎賓館赤坂離宮で安倍晋三内閣総理大臣と会談を行った[37]。